# Octaedro truncado
El Octaedro truncado es un sólido de Arquímedes que se obtiene truncando cada vértice de un octaedro.
También denominado tetracaidecaedro o poliedro de Kelvin, por ser este el que demostró la singularidad de que es el único poliedro semirregular que puede llenar el espacio por repetición de sí mismo.

## Construcción
|  |  |  |

Un octaedro truncado se construye a partir de un octaedro  regular de longitud lateral {\displaystyle 3a}, al cual se le eliminan seis pirámides cuadradas, una en cada vértice. Dichas pirámides tienen una longitud de base {\displaystyle a} y una longitud lateral {\displaystyle e=a}, formando triángulos equiláteros. Siendo el área de cada uno de estos de {\displaystyle a^{2}}. Tenga en cuenta que cada una de estas formas son exactamente medios octaedros y al estar eliminando 3 pares de estas pirámides, se forman 3 octaedros también regulares de arista {\displaystyle a}.
De las propiedades de las pirámides cuadradas, podemos calcular la altura inclinada, {\displaystyle s}, y la altura, {\displaystyle h}, de la pirámide:
{\displaystyle {\begin{aligned}h&={\sqrt {e^{2}-{\tfrac {1}{2}}a^{2}}}&&={\tfrac {1}{\sqrt {2}}}a\\s&={\sqrt {h^{2}+{\tfrac {1}{4}}a^{2}}}&&={\sqrt {{\tfrac {1}{2}}a^{2}+{\tfrac {1}{4}}a^{2}}}&&={\tfrac {\sqrt {3}}{2}}a\end{aligned}}}
El volumen, {\displaystyle h}, esta dado por:
{\displaystyle V={\tfrac {1}{3}}a^{2}h={\tfrac {\sqrt {2}}{6}}a^{3}}
Ya que se eliminan las seis pirámides por  truncamiento, resultando una pérdida de volumen de {\displaystyle {\sqrt {2}}a^{3}}.

## Área y volumen
El área {\displaystyle A} y el volumen {\displaystyle V} de un octaedro truncado cuya arista mide {\displaystyle a} son:
{\displaystyle A=6(2{\sqrt {3}}+1)\approx 26.7846097a^{2}}
{\displaystyle V=8{\sqrt {2}}a^{3}\approx 11.3137085a^{3}}